# Laboratorium
Et laboratorium er et arbejdssted, hvor der udføres naturvidenskabelige, tekniske eller medicinske undersøgelser og forskning/forsøg  i et kontrolleret miljø (modsat feltarbejde og klinisk arbejde).
Det kan også dreje sig om et lokale, hvor der undervises i disse emner, eller hvor der fremstilles kemikalier eller mediciner.  Tidligere havde hvert apotek sit eget laboratorium, hvor man fremstillede piller og miksturer; og allerede i 1672 var der 24 apoteker med tilhørende laboratorium rundt om i Danmark. 

## Ordets oprindelse
Latin labi (= at glide, falde) har perfektum "lapsus" (= et fald), som gradvis har fået betydningen "en fejl".  "Labil" betyder bogstavelig talt "vaklende, usikker", og labor (= anstrengelse) betød oprindeligt "vaklen (under en byrde)". Verbet laborare (= at ase, mase) fik gradvis betydningen "at arbejde", men den oprindelige betydning på latin var "at vakle (under en byrde)". Derfra stammer ordene "laboratorium" og "laborant". 